# 미리내 (터닝메카드)
미리내는 터닝메카드, 터닝메카드W1~3에 출연하는 메카니멀이다.

## 소개
미리내는 평범한 메카니멀이였지만, 이소벨에게 테이밍이 되고 난 이후 미리내는 이소벨 옆에서 이소벨을 위로해주는 메카니멀이 됐다.

## 기술

### 에어버스터
돌풍이여 일어나라 에어버스터!
돌풍을 일으켜 상대를 밀어 붙이다.

### 에테르어택
바람처럼 내리꽂아라 에테르어택!
전신으로 상대를 몰아붙인다.

### 갤럽스토핑
강력한 발길질 갤럽스토핑!
발길질로 밀어붙인다.

### 광포한 해일
붉은 파도 광포한 해일!
붉은 파도를 일으켜 상대를 잡는다.

### 아쿠아에로
파도의 화살 아쿠아에로!
물으로 만든 화살을 발사한다.

## 주변 지인
이소벨 = 테이머
에반 = 가장 좋아하는 메카니멀
테로, 킹죠스 & 크로키 & 옥타 = 이소벨에 의해 친해진 메카니멀

## 성격
보통은 상냥한 말투를 지니고 있지만, 화가나면 엄청 무서워진다.

## 소속
블루랜드

## 정보

### 제작사
(주)손오공

### 녹음된 언어
한국어

### 출연 국가
대한민국

### 출연 방송
터닝메카드, 터닝메카드W1~3

## 전적
5승 2무 4패로 승률:84점

## hg 완구
2025년 5월 7일에 완구 예정.

## 성우
이지현→류점희(2기W)

## 같이 보기
터닝메카드